# Iluzja uliczna

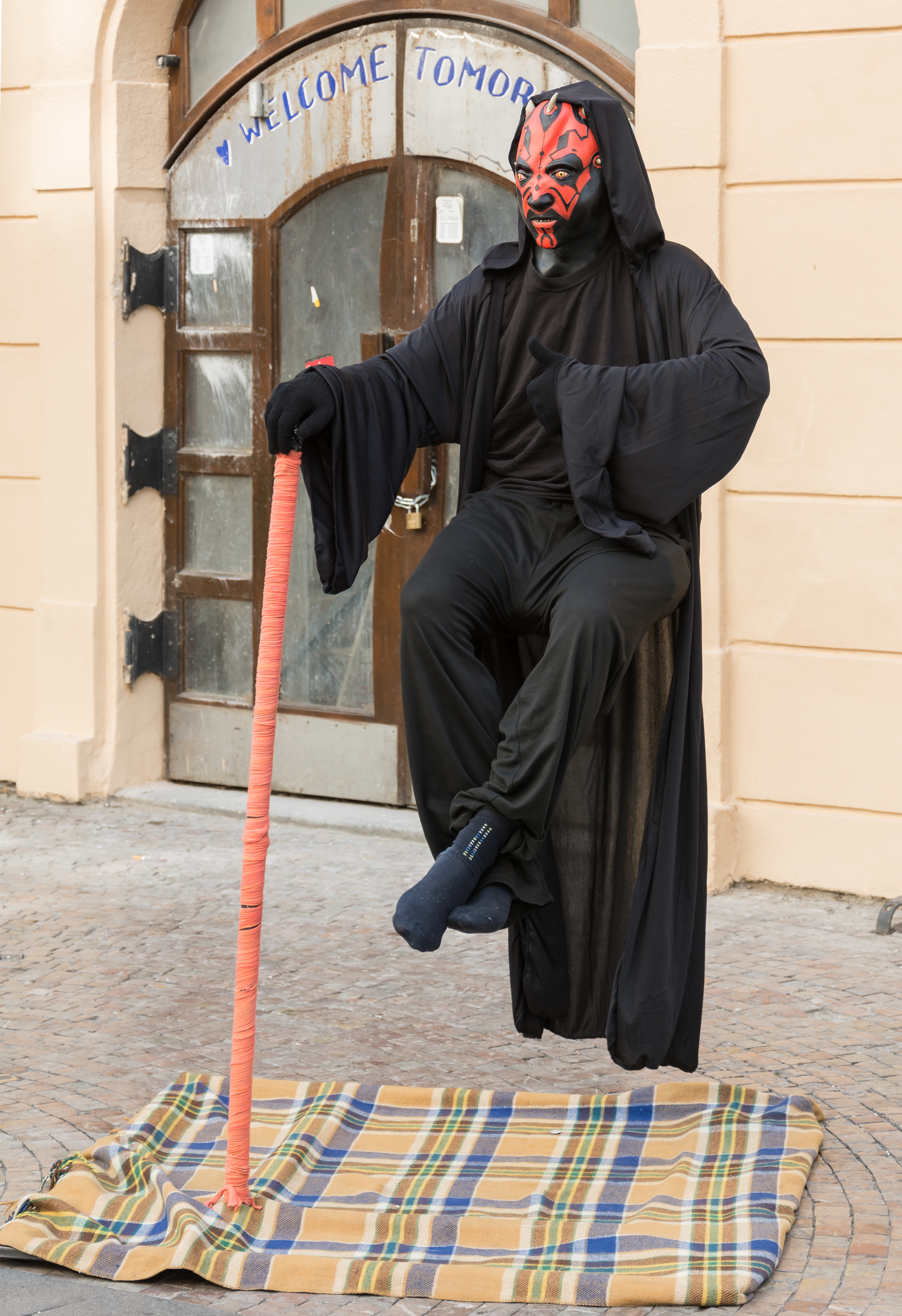
Uliczny iluzjonista w Pradze

Iluzja uliczna – rodzaj sztuki iluzji łączącej mentalizm, iluzję i prestidigitatorię, wykonywanej podczas przedstawień w plenerze.
Znajomość ludzkiej psychologii, zwłaszcza ograniczeń i specyfiki percepcji oraz wykorzystanie sugestii, pozwala ulicznym iluzjonistom na stwarzanie pozorów niesamowitości ich przedstawień i trików. Sugestię łatwiej wykorzystać w większym gronie ludzi, gdyż w tłumie niektóre indywidualne cechy, np. zdolność dokonywania wyborów i podejmowania decyzji oraz odpowiedzialność zostają częściowo przekazane na tłum. 
Do najbardziej znanych współczesnych iluzjonistów ulicznych należą: Dynamo, Criss Angel.